# 東亜会 (アジア主義団体)
東亜会（とうあかい）は、日清戦争直後に結成され、短期間存続し、東亜同文会の前身のひとつとなったアジア主義の団体。

## 概要
1897年（明治30年）に、「東方問題、殊に支那問題を研究し、時局を匡救することを目的とする」と謳って東京で結成された会である。月刊誌・『東亜細亜』を発刊。
1897年、福本誠（日南）の渡欧送別会に集まった陸羯南、三宅雪嶺、池辺吉太郎らの間から会の結成が提起されたのを受け、井上雅二、香川悦次（怪庵）を幹事に準備が進められ、1898年に入ると平岡浩太郎の仲介で江藤新作らが会に合流した。主要な会員として、陸羯南、三宅雪嶺、志賀重昂、福本日南、犬養毅、江藤新作、平岡浩太郎、井上雅二、池辺吉太郎（三山）、宮崎寅蔵（滔天）、内田良平、田村怡与造・福島安正・宇都宮太郎・安藤俊明・埴原正直・小幡酉吉・原口聞一・村井啓太郎・佐藤宏、平山周らが参加していた。東亜会は犬養毅、平岡浩太郎ら進歩党系政治家、新聞『日本』、政教社グループ、帝国大学の学生有志で結成された同明会や東京専門学校の学生有志で結成された同仁会とも関係していた。
1898年の戊戌の変法の後、東亜会の会員たちは康有為や梁啓超の日本への亡命に関わった。その直後、東亜会は、清国の情勢を踏まえて「対清諸会の分立を不可となし」として、代表の犬養毅と近衛篤麿率いる同文会が協議して東亜同文会を成立させ、東邦協会と善隣協会の一部なども合流して、亡命清国要人の支援にあたるようになった。